# 새별초등학교
새별초등학교는 대한민국 광주광역시 광산구에 있는 공립 초등학교이다.

## 학교 연혁
- 2012. 12. 28. 협약체결(사업 시행자: 광주광역시교육청, 시공자: 가도건설)
- 2014. 02. 20. 준공
- 2014. 03. 01. 새별초등학교 개교(19학급)
- 2014. 03. 01. 새별초등학교 병설유치원개원(3학급)
- 2014. 03. 03. 제1대 유은경 교장 취임
- 2015. 02. 13. 제1회 졸업(33명)

## 참고 자료
- 새별초등학교 - 한국교육학술정보원 학교알리미